# Paolo Tofoli
Paolo Tofoli, född 14 augusti 1966 i Fermo, är en italiensk före detta volleybollspelare. Tofoli blev olympisk silvermedaljör i volleyboll vid sommarspelen 1996 i Atlanta.